# منصور شاه الأول سلطان فيرق
السلطان منصور شاه الأول (1549-1577) كان سلطان فيرق الثاني.
ولد السلطان منصور شاه في بنتان، رياو، في عهد سلطان ملقا. عندما توفي سلطان مظفر شاه الأول عام 1549 في أبانغ (تيلوك باكونج)، لامبور كانان، مقاطعة فيرق الوسطى، عُين السلطان منصور شاه كسلطان فيرق الثاني. ثم انتقل للعيش في كامبونج كان كونغ (المدينة القديمة)، كوالا كانغسار، على ضفاف نهر فيرق.

## العلاقات مع سيام
عاد السلطان منصور شاه، برفقة أمين الخزانة ميجات تيراويز، إلى أولو فيرق واقام شمال ولاية فيرق بجانب ولاية ريمان (سيام). تم الاتفاق على معاهدة من قبل ملك ريمان لرسم الحدود بين الدولتين حتى نهاية العام الثامن عشر.
نتيجة لخام القصدير، أصبحت مملكة فيرق غنية. وقد هاجمت سيام السلطنة مما أدى إلى هزيمة ولاية فيرق وقتل مساعد السلطان راجا علي. ونتيجة لذلك التزمت ولاية فيرق بإرسال الزهور الذهبية كل عام إلى حكومة ولاية سيام كجزية والسماح لهم بشراء أي قصدير.

## الوفاة
توفي السلطان منصور شاه في فيرق عام 1577. رحيله كان مجهول. وفقا لأحد الروايات بأنه اختفى وهو يصلي الجمعة في مسجد البلدة القديمة، السلطان كان فجأة غير موجود والناس اعتقدت أنه قد مات.
| سبقه مظفر شاه الأول | سلطان فيرق 1549-1577 | تبعه أحمد تاج الدين شاه |

## روابط خارجية
- http://www.perak.gov.my